# Tu-91 (航空機)
Tu-91
- 分類：艦上攻撃機
- 設計者：アンドレーイ・トゥーポレフ
- 製造者：ツポレフ設計局
- 初飛行：1955年5月17日
- 生産数：1機
- 運用状況：試作のみ

Tu-91(ロシア語:Ту-91)は、ソ連のツポレフ設計局が航空母艦で運用するために開発したターボプロップエンジン搭載の単発艦上攻撃機である。NATOによるコードネームはBoot。スターリンの死後、航空母艦の計画が白紙となり陸上機として再設計されるも量産命令は下りず、試作1機で計画は中止された。

## 概要
第二次世界大戦後、アメリカ海軍に対抗した海軍増強の一環としてスターリンは航空母艦とそれに搭載する艦上機を求めた。爆弾や魚雷を搭載可能な艦上攻撃機を必要とし、この要件を満たすため1953年4月29日にツポレフ設計局は単発ターボプロップエンジンの艦上攻撃機としてTu-91の開発を開始した。
Tu-91は低翼の直線翼機で、胴体中央に配置したイソトフ TV2ターボプロップエンジンで機首の二重反転プロペラを駆動した。エンジンとプロペラの間にコックピットが挟まる形のレイアウトのため、長いシャフトを介す必要があった。コックピットは防弾板を備えた並列複座の座席で、パイロットが2連装のNR-23機関砲を備えた後部銃塔を遠隔操作する事が出来た。急降下爆撃は勿論、副操縦席には爆撃照準器も備えられ、水平爆撃を行う事も可能だった。爆装は胴体下面と翼下のパイロンに最大1,500 kgの爆弾かロケット弾、魚雷、爆雷を装備出来た。左右の翼根元には固定武装として各1門ずつNR-23機関砲が装備された。艦載機であるため翼の折り畳み機構やアレスティングフックも備えられた。
エンジンと駆動部、発電機器やプロペラの試験を行うためTu-4をテストヘッドとし、Tu-4の右翼内側のエンジン部分にTu-91の胴体を丸ごと取り換えた改造を行い試験が実施された。この特別な改造が施されたTu-4はTu-4LLと呼ばれた。
1953年にスターリンが死去し、航空母艦の計画は後任の最高指導者となったニキータ・フルシチョフによって破棄されたが、ツポレフ設計局はTu-91をアレスティングフックや翼の折り畳み機構を取り除き陸上機として再設計した。開発は順調に進み、試作機は1955年5月17日に初飛行に成功した。良好な性能を示したが、同年夏に行われた試作機の試験を視察したフルシチョフは直線翼のプロペラ機という時代遅れなコンセプトである事を嘲笑い、超音速機の開発や核戦力の増強を優先したため結局量産される事はなく計画は中止となった。

## スペック
Data from The Osprey Encyclopedia of Russian Aircraft 1875–1995
- 翼幅：16.40 m
- 全長：17.70 m
- 全高：5.06 m
- 翼面積：47.5 m2
- 空虚重量：8,000 kg
- 最大離陸重量：14,400 kg
- 発動機：イソトフ TV2M ターボプロップエンジン ×1
- 出力：7,650 軸馬力
- 最高速度：800 km/h
- 巡航速度：250 - 300 km/h
- 実用航続距離：2,350 km
- 実用飛行上限高度：1,1000 m
- 乗員：2 名
- 武装：
  - 固定機銃：NR-23 23 mm機関砲 ×2 (各100発)
  - 後部旋回機銃：NR-23 23 mm機関砲 ×2
  - 爆弾搭載量：最大1,500 kgの爆弾、ロケット弾、ロケット魚雷、爆雷